# Transformator separacyjny

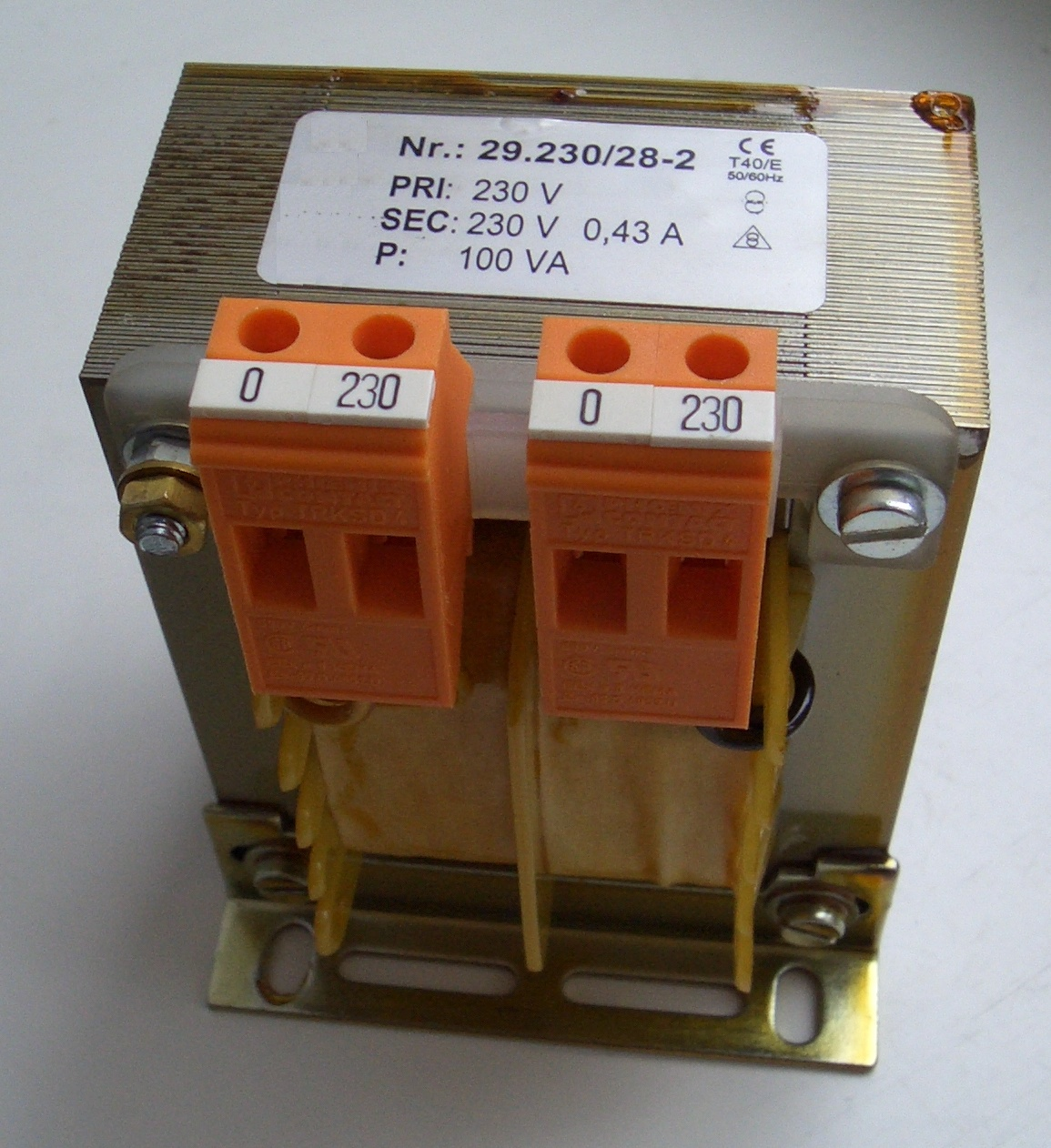
Transformator separacyjny 230 V

Transformator separacyjny – transformator, którego przekładnia jest równa 1 (napięcie wyjściowe jest równe napięciu wejściowemu). Ma także separację galwaniczną między uzwojeniem pierwotnym i uzwojeniem wtórnym.

## Zastosowanie
Stosowany jako jedna z form ochrony przeciwporażeniowej tam, gdzie istnieje podwyższone zagrożenie porażenia prądem elektrycznym, np. w pomieszczeniach o dużej wilgotności, wnętrzach metalowych zbiorników, a z różnych powodów nie korzysta się z urządzeń o obniżonym (bezpiecznym) napięciu. Istotą tego zabezpieczenia jest wyeliminowanie drogi powrotnej dla prądu porażeniowego jaki w wyniku uszkodzenia izolacji elektrycznej chronionego urządzenia mógłby popłynąć przez użytkownika i ziemię do źródła zasilania. Warunkiem skuteczności tego zabezpieczenia jest zasilanie tylko jednego odbiornika z jednego transformatora i nieuziemiony punkt zerowy uzwojenia wtórnego.